# پائولین فن در ویلت
پائولین فن در ویلت (هلندی: Pauline van der Wildt؛ زادهٔ ۲۹ ژانویهٔ ۱۹۴۴) شناگر اهل هلند است.
وی در مسابقات کشوری و بین‌المللی در مجموع برندهٔ ۱ مدال برنز شده‌است.